# Ињаки Вилијамс
Ињаки Вилијамс Артуер (шп. Iñaki Williams Arthuer; Билбао, 15. јун 1994) је гански фудбалер који тренутно наступа за Атлетик Билбао. Игра на позицији нападача.
Вилијамс је рођен у граду Билбао у аутономној заједници Баскији, од родитеља досељених из Гане. Његов млађи брат Нико је исто фудбалер, наступа за Атлетик Билабо и репрезентацију Шпаније.

## Успеси
Атлетик Билбао
- Куп Шпаније (1) : 2023/24,[6] (финале: 2014/15, 2019/20, 2020/21)[7][8][9]
- Суперкуп Шпаније (1) : 2020/21.[10] (финале: 2021/22)[11]

 Шпанија до 21
- Европско првенство до 21 године:  2017.[12]

Појединачни
- Играч месеца јануара у Ла лиги 2019.[13]
- Маркин гол сезоне 2019.[14]
- Најбољи афрички играч после јесењег дела Ла лиге 2023.[15]
- Најбољи афрички играч у Ла лиги: 2023/24.[16]